# Hawkeye (Selbstfahrlafette)
Der Hawkeye ist eine Selbstfahrlafette auf Basis des High Mobility Multipurpose Wheeled Vehicle mit Kaliber 105 mm und einer Reichweite von 11,6 km, mit Base-Bleed-Geschossen von bis zu 19,5 km. Die Hawkeye wurde 2019 von AM General in Zusammenarbeit mit der Indischen Mandus Group entwickelt. Dabei soll es sich um die leichteste und wendigste Selbstfahrlafette der Welt handeln. Das Geschütz hat vier hydraulisch absenkbare externe Stabilisatoren, die den Rückstoß absorbieren und während der Fahrt eingefahren werden. So soll der Hawkeye innerhalb von drei Minuten zwei, nach anderen Angaben sogar bis zu acht Schüsse abfeuern können, wobei der erste Schuss nach eineinhalb Minuten ab Ankunft in der Feuerstellung erfolgen soll. Im Einsatz wird der Hawkeye von einem zweiten Humvee ohne Geschütz unterstützt. 2021 bestellte die US Army zwei Systeme zu Testzwecken. Nach Angaben des Projektleiters von AM General, wurde ein Hawkeye-Prototyp im April 2024 an die Ukraine geliefert und wird dort im Krieg gegen Russland eingesetzt.